# Hickory (Oklahoma)
Hickory és un poble dels Estats Units a l'estat d'Oklahoma. Segons el cens del 2000 tenia 87 habitants.

## Demografia
Segons el cens del 2000, Hickory tenia 87 habitants, 32 habitatges, i 24 famílies. La densitat de població era de 61,1 habitants per km².
Dels 32 habitatges en un 34,4% hi vivien nens de menys de 18 anys, en un 68,8% hi vivien parelles casades, en un 0% dones solteres, i en un 25% no eren unitats familiars. En el 18,8% dels habitatges hi vivien persones soles el 3,1% de les quals corresponia a persones de 65 anys o més que vivien soles. El nombre mitjà de persones vivint en cada habitatge era de 2,72 i el nombre mitjà de persones que vivien en cada família era de 3,21.
Per edats la població es repartia de la següent manera: un 31% tenia menys de 18 anys, un 10,3% entre 18 i 24, un 25,3% entre 25 i 44, un 20,7% de 45 a 60 i un 12,6% 65 anys o més.
L'edat mediana era de 36 anys. Per cada 100 dones de 18 o més anys hi havia 130,8 homes.
La renda mediana per habitatge era de 21.000 $ i la renda mediana per família de 20.893 $. Els homes tenien una renda mediana de 23.125 $ mentre que les dones 13.750 $. La renda per capita de la població era de 6.932 $. Entorn del 39,1% de les famílies i el 46% de la població estaven per davall del llindar de pobresa.

## Poblacions més properes
El següent diagrama mostra les poblacions més properes.